# Placówka Straży Granicznej w Węgorzewie
Placówka Straży Granicznej w Węgorzewie – graniczna jednostka organizacyjna polskiej straży granicznej realizująca zadania w ochronie granicy państwowej.

## Formowanie i zmiany organizacyjne
24 sierpnia 2005 roku funkcjonującą dotychczas strażnicę SG w Węgorzewie przemianowano na placówkę Straży Granicznej w Węgorzewie.

## Terytorialny zasięg działania
Rozszerzenie terytorialnego zasięgu działania poza strefę nadgraniczną nastąpiło z dniem 21.12.2007 roku włączając z powiatu giżyckiego gminę Miłki i gminy miejsko-wiejskie Giżycko i Ryn. 
W 2011 roku placówka Straży Granicznej w Węgorzewie ochraniała odcinek od wschodniego brzegu rzeki Oswinka (na wschód od znaku granicznego nr 2176) do znaku granicznego nr 2124 .
Linia rozgraniczenia:
1. z placówką Straży Granicznej w Baniach Mazurskich: wyłącznie znak graniczny nr 2124, dalej na południe do rzeki Wegorapy, wschodnim brzegiem  rzeki Wegorapy  i Gołdapy do granicy gmin Budry i Banie Mazurskie, dalej granica gmin Budry i Pozezdrze oraz Banie Mazurskie[4] .
2. z placówką Straży Granicznej w Barcianach: wschodnim brzegiem rzeki Oswinka do granicy gmin Srokowo oraz Węgorzewo, dalej granica gminy Srokowo oraz Węgorzewo[4]

Poza strefą nadgraniczną obejmuje: z powiatu giżyckiego gminy: Giżycko (g.m-w), Ryn (g.m-w), gmina Miłki .

## Komendanci placówki
- ppłk SG Paweł Pawlica (21.02.2009 - 2017)[5]
- mjr SG Dariusz Pietrzak (2017 - 2018)
- por. Piotr Tylicki (2018 - )